# 1406
Il 1406 (MCDVI in numeri romani) è un anno  del XV secolo.

## Eventi
- gennaio – Padova fa atto di sottomissione alla Serenissima.
- 9 ottobre – truppe fiorentine, dopo un anno di assedio, si impadroniscono di Pisa ponendo fine alla Repubblica Pisana.

## Nati
- 3 gennaio - Pietro Mocenigo, doge († 1476)
- 13 gennaio - Matteo Palmieri, umanista e politico italiano († 1475)
- 28 gennaio - Guy XIV de Laval, militare francese († 1486)
- 3 marzo - Meliaduse d'Este, nobile († 1452)
- 23 giugno - Filippo Lippi, pittore italiano († 1469)
- 4 dicembre - Margherita di Valois-Orléans, nobile francese († 1466)
- 6 dicembre - Niccolò Terzi, nobile italiano
- 18 dicembre - Richard Olivier de Longueil, cardinale francese († 1470)
- Guiniforte Barzizza, umanista italiano († 1463)
- Edmund Beaufort, II duca di Somerset, militare inglese († 1455)
- Bernardo da Treviso, alchimista italiano († 1490)
- Galeazzo Cavriani, vescovo cattolico italiano († 1466)
- Maffeo Girardi, cardinale e patriarca cattolico italiano († 1492)
- Giovanni l'Alchimista, nobile tedesco († 1464)
- Alessandra Macinghi, scrittrice italiana († 1471)
- Pietro di Trastámara, principe († 1438)
- Bartolomeo Roverella, cardinale italiano († 1476)
- Lo Scheggia, pittore italiano († 1486)
- Leone Sforza, condottiero italiano († 1440)
- Antonia Torelli, nobile italiana († 1468)
- Lapo da Castiglionchio il Giovane, umanista e traduttore italiano († 1438)
- Jorge da Costa, cardinale e arcivescovo cattolico portoghese († 1508)
- Rodrigo Manrique, nobile spagnolo († 1476)
- Maso di Bartolomeo, architetto, scultore e orafo italiano

## Morti
- 6 gennaio - Roger Walden, vescovo e arcivescovo inglese
- 17 gennaio - Raimondo Orsini del Balzo, nobile e condottiero italiano
- 19 gennaio - Francesco II da Carrara, nobile italiano (n. 1359)
- 19 gennaio - Francesco III da Carrara, condottiero italiano (n. 1383)
- 17 marzo - Ibn Khaldun, storico e filosofo arabo (n. 1332)
- 4 aprile - Roberto III di Scozia, re scozzese (n. 1337)
- 4 maggio - Coluccio Salutati, politico, letterato e filosofo italiano (n. 1332)
- 18 maggio - Baldassarre di Turingia, nobile tedesco (n. 1336)
- 15 giugno - Bartolomeo Raimondi, vescovo cattolico italiano
- 15 luglio - Guglielmo I d'Asburgo, duca (n. 1370)
- 24 luglio - Carlo Cavalcabò, politico italiano
- 25 luglio - Francesco di Bartolo, critico letterario e latinista italiano (n. 1324)
- 23 agosto - Enrico Despenser, nobile e vescovo cattolico inglese
- 24 agosto - Miguel de Zalba, cardinale spagnolo
- 16 settembre - Cipriano, religioso e santo russo
- 6 novembre - Papa Innocenzo VII, papa, cardinale e arcivescovo cattolico italiano
- 17 novembre - Bernardo Alighieri, notaio italiano
- 24 novembre - Sibilla di Fortià, nobile spagnola
- 1º dicembre - Giovanna di Brabante, nobile (n. 1322)
- 18 dicembre - Çandarlı Ali Pascià, politico ottomano
- 25 dicembre - Enrico III di Castiglia, re (n. 1379)
- 29 dicembre - Maria de Luna, regina
- Anna di Trebisonda, regina georgiana (n. 1357)
- János Aquila, architetto e pittore ungherese (n. 1350)
- Bernardo di Roma, vescovo cattolico italiano
- Galeazzo Cattaneo, condottiero italiano
- Ugolino Cavalcabò, condottiero italiano
- Pietro Cocco, patriarca cattolico italiano
- Guillaume di Menthonay, vescovo cattolico svizzero
- Antonio Malavolti, vescovo cattolico italiano
- Niccolò Spinelli, politico e giurista italiano (n. 1325)
- Toktamish, condottiero mongolo
- Maredudd ap Tudur, nobile gallese
- Federico da Pagana, doge (n. 1315)
- Aldobrandino da Polenta, nobile italiano

## Calendario
| Calendario 1406 | Calendario 1406 | Calendario 1406 | Calendario 1406 | Calendario 1406 | Calendario 1406 | Calendario 1406 | Calendario 1406 | Calendario 1406 | Calendario 1406 | Calendario 1406 | Calendario 1406 | Calendario 1406 | Calendario 1406 | Calendario 1406 | Calendario 1406 | Calendario 1406 | Calendario 1406 | Calendario 1406 | Calendario 1406 | Calendario 1406 | Calendario 1406 | Calendario 1406 | Calendario 1406 | Calendario 1406 | Calendario 1406 | Calendario 1406 | Calendario 1406 | Calendario 1406 | Calendario 1406 | Calendario 1406 | Calendario 1406 | Calendario 1406 |
| --------------- | --------------- | --------------- | --------------- | --------------- | --------------- | --------------- | --------------- | --------------- | --------------- | --------------- | --------------- | --------------- | --------------- | --------------- | --------------- | --------------- | --------------- | --------------- | --------------- | --------------- | --------------- | --------------- | --------------- | --------------- | --------------- | --------------- | --------------- | --------------- | --------------- | --------------- | --------------- | --------------- |
|                 | 1               | 2               | 3               | 4               | 5               | 6               | 7               | 8               | 9               | 10              | 11              | 12              | 13              | 14              | 15              | 16              | 17              | 18              | 19              | 20              | 21              | 22              | 23              | 24              | 25              | 26              | 27              | 28              | 29              | 30              | 31              |                 |
| Gennaio         | Ve              | Sa              | Do              | Lu              | Ma              | Me              | Gi              | Ve              | Sa              | Do              | Lu              | Ma              | Me              | Gi              | Ve              | Sa              | Do              | Lu              | Ma              | Me              | Gi              | Ve              | Sa              | Do              | Lu              | Ma              | Me              | Gi              | Ve              | Sa              | Do              |                 |
| Febbraio        | Lu              | Ma              | Me              | Gi              | Ve              | Sa              | Do              | Lu              | Ma              | Me              | Gi              | Ve              | Sa              | Do              | Lu              | Ma              | Me              | Gi              | Ve              | Sa              | Do              | Lu              | Ma              | Me              | Gi              | Ve              | Sa              | Do              |                 |                 |                 |                 |
| Marzo           | Lu              | Ma              | Me              | Gi              | Ve              | Sa              | Do              | Lu              | Ma              | Me              | Gi              | Ve              | Sa              | Do              | Lu              | Ma              | Me              | Gi              | Ve              | Sa              | Do              | Lu              | Ma              | Me              | Gi              | Ve              | Sa              | Do              | Lu              | Ma              | Me              |                 |
| Aprile          | Gi              | Ve              | Sa              | Do              | Lu              | Ma              | Me              | Gi              | Ve              | Sa              | Do              | Lu              | Ma              | Me              | Gi              | Ve              | Sa              | Do              | Lu              | Ma              | Me              | Gi              | Ve              | Sa              | Do              | Lu              | Ma              | Me              | Gi              | Ve              |                 |                 |
| Maggio          | Sa              | Do              | Lu              | Ma              | Me              | Gi              | Ve              | Sa              | Do              | Lu              | Ma              | Me              | Gi              | Ve              | Sa              | Do              | Lu              | Ma              | Me              | Gi              | Ve              | Sa              | Do              | Lu              | Ma              | Me              | Gi              | Ve              | Sa              | Do              | Lu              |                 |
| Giugno          | Ma              | Me              | Gi              | Ve              | Sa              | Do              | Lu              | Ma              | Me              | Gi              | Ve              | Sa              | Do              | Lu              | Ma              | Me              | Gi              | Ve              | Sa              | Do              | Lu              | Ma              | Me              | Gi              | Ve              | Sa              | Do              | Lu              | Ma              | Me              |                 |                 |
| Luglio          | Gi              | Ve              | Sa              | Do              | Lu              | Ma              | Me              | Gi              | Ve              | Sa              | Do              | Lu              | Ma              | Me              | Gi              | Ve              | Sa              | Do              | Lu              | Ma              | Me              | Gi              | Ve              | Sa              | Do              | Lu              | Ma              | Me              | Gi              | Ve              | Sa              |                 |
| Agosto          | Do              | Lu              | Ma              | Me              | Gi              | Ve              | Sa              | Do              | Lu              | Ma              | Me              | Gi              | Ve              | Sa              | Do              | Lu              | Ma              | Me              | Gi              | Ve              | Sa              | Do              | Lu              | Ma              | Me              | Gi              | Ve              | Sa              | Do              | Lu              | Ma              |                 |
| Settembre       | Me              | Gi              | Ve              | Sa              | Do              | Lu              | Ma              | Me              | Gi              | Ve              | Sa              | Do              | Lu              | Ma              | Me              | Gi              | Ve              | Sa              | Do              | Lu              | Ma              | Me              | Gi              | Ve              | Sa              | Do              | Lu              | Ma              | Me              | Gi              |                 |                 |
| Ottobre         | Ve              | Sa              | Do              | Lu              | Ma              | Me              | Gi              | Ve              | Sa              | Do              | Lu              | Ma              | Me              | Gi              | Ve              | Sa              | Do              | Lu              | Ma              | Me              | Gi              | Ve              | Sa              | Do              | Lu              | Ma              | Me              | Gi              | Ve              | Sa              | Do              |                 |
| Novembre        | Lu              | Ma              | Me              | Gi              | Ve              | Sa              | Do              | Lu              | Ma              | Me              | Gi              | Ve              | Sa              | Do              | Lu              | Ma              | Me              | Gi              | Ve              | Sa              | Do              | Lu              | Ma              | Me              | Gi              | Ve              | Sa              | Do              | Lu              | Ma              |                 |                 |
| Dicembre        | Me              | Gi              | Ve              | Sa              | Do              | Lu              | Ma              | Me              | Gi              | Ve              | Sa              | Do              | Lu              | Ma              | Me              | Gi              | Ve              | Sa              | Do              | Lu              | Ma              | Me              | Gi              | Ve              | Sa              | Do              | Lu              | Ma              | Me              | Gi              | Ve              |                 |